# میری (مالزی)
میری یکی از شهرهای مالزی است که در شمال ایالت ساراواک و در جزیرهٔ بورنئو جای دارد. در میری جمعیتی بالغ بر ۳۰۰٬۰۰۰ نفر زندگی می‌کنند و از این لحاظ دومین شهر بزرگ در ساراواک است. این شهر مرکز اداری بخش میری (با وسعت ۴٬۷۰۷٫۱ کیلومتر مربع) است. میری در ۲۰ مه ۲۰۰۵ به شهر ارتقاء یافت که دهمین شهر مالزی و دومین شهر ایالت ساراواک پس از کوچینگ به‌شمار می‌رود.

## جمعیت‌شناسی
بر اساس آمار سال ۲۰۰۵ جمعیت میری برابر با ۲۷۹٬۶۰۰ نفر بوده‌است. از لحاظ نژادی، ترکیب جمعیتی شهر شامل چینی‌ها، مالایی‌ها، هندی‌ها و اقوام دایاک، ملانائو، کایان، کنیاه، کلابیت، ایبان، بیدایوه، پنان و دیگر گروه‌های نژادی بومی است.

## صنعت نفت
شهر میری خاستگاه صنعت نفت در ساراواک و مالزی است که همچنان به عنوان مهمترین صنعت شهر به‌شمار می‌رود. نخستین بار در سال ۱۹۱۰ نفت توسط کمپانی شل استخراج شد، که محل آن به عنوان نماد ایالت و برجسته‌ترین مکان گردشگری در میری است. همچنین کمپانی شل در سال ۱۹۱۴ نخستین پالایشگاه نفت را در لاتونگ از شهرک‌های حومه میری احداث کرد.